# Kenny Thomas (Basketballspieler)
Kenneth Cornelius „Kenny“ Thomas (* 25. Juli 1977 in Atlanta, Georgia) ist ein ehemaliger US-amerikanischer Basketballspieler.

## NBA
Thomas wurde beim NBA-Draft 1999 von den Houston Rockets an 22. Stelle ausgewählt. Sein bestes Jahr bei den Rockets wurde sein drittes, wo er 14,1 Punkte, 1,2 Steals und 7,2 Rebounds pro Spiel erzielte. Während der Saison 2002-03 wurde er zu den Philadelphia 76ers getradet, wo er die nächsten zwei Jahre der startende Power Forward war und 2003-04 mit 10,1 Rebounds, das Team in Rebounds anführte. Am 23. Februar wurde Thomas als Teil eines großen Transfers, für Chris Webber nach Sacramento transferiert. Bis zur Saison 2006-07 blieb er ein beständiger Teil der Kings-Rotation. Die letzten drei Jahre absolvierte er nur wenige Spiele für die Kings, ehe er im Februar 2010 entlassen wurde.
Im Sommer 2010 wurde er in das Trainingslager der Memphis Grizzlies eingeladen, verpasste jedoch den Sprung in den Kader.